# Christoffeltaart
Een Christoffeltaart is een taart de wordt gemaakt van meerdere lagen gebakken meringue met daartussen chocolademousse. De zijkant en bovenkant wordt ook met mousse ingesmeerd, waarop chocoladeschaafsel wordt gestrooid.
De taart is vernoemd naar Sint-Christoffel en vindt haar oorsprong in Roermond (ook wel Christoffelstad genoemd), met de Sint-Christoffelkathedraal.